# Zakspeed
Zakspeed var ett tyskt formel 1-stall som tävlade under den senare hälften av 1980-talet.

## Historik
Zakspeed grundades av Erich Zakowski 1985. Stallet debuterade i formel 1 i Portugal 1985 med en bil som kördes av britten Jonathan Palmer.
Zakspeed finns kvar men tävlar numera endast i sportvagnar.

## F1-säsonger
| Säsong | Tävlingsnamn         | Bil                        | Motor            | Däck | Poäng | VM-plac. | Förare 1           | Förare 2          | Övriga förare    |
| ------ | -------------------- | -------------------------- | ---------------- | ---- | ----- | -------- | ------------------ | ----------------- | ---------------- |
| 1985   | West Zakspeed Racing | Zakspeed 841               | Zakspeed 1.5 L4T | G    | 0     | 11:a     | Jonathan Palmer    |                   | Christian Danner |
| 1986   | West Zakspeed Racing | Zakspeed 861               | Zakspeed 1.5 L4T | G    | 0     | 11:a     | Jonathan Palmer    | Huub Rothengatter |                  |
| 1987   | West Zakspeed Racing | Zakspeed 861B Zakspeed 871 | Zakspeed 1.5 L4T | G    | 2     | 10:a     | Martin Brundle     | Christian Danner  |                  |
| 1988   | West Zakspeed Racing | Zakspeed 881 Zakspeed 881B | Zakspeed 1.5 L4T | G    | 0     | 11:a     | Piercarlo Ghinzani | Bernd Schneider   |                  |
| 1989   | West Zakspeed Racing | Zakspeed 891               | Yamaha 3.5 V8    | P    | 0     | 17:e     | Bernd Schneider    | Aguri Suzuki      |                  |